# Takobia
Takobia is een geslacht van haften (Ephemeroptera) uit de familie Baetidae.

## Soorten
Het geslacht Takobia omvat de volgende soorten:
- Takobia acuticostalis
- Takobia kogistani
- Takobia maxillaris
- Takobia solangensis